# Cascina Increa
Al confine sud-est di Brugherio si trova Cascina Increa, uno dei rari esempi superstiti dell'edilizia rurale del Rinascimento, che per questo gode della tutela della Soprintendenza Belle Arti e Paesaggio.

## Architettura
Il prospetto esterno è caratterizzato dal lungo muro rigidamente lineare che si sviluppa lungo la via omonima, sulla quale si aprono gli accessi alle corti.
Al centro del complesso si distingue la parte nobiliare costituita da villa Tizzoni Ottolini, luogo di villeggiatura di antiche famiglie milanesi e ora sede di attività commerciale e residenze private.
Alla sinistra della stessa troviamo il prezioso oratorio, inaugurato nel 1691 e dedicato alla Beata Vergine e a Santa Teresa, che porta il nome di Chiesa di Santa Maria Immacolata (Brugherio).
Alle due estremità si trovano gli spazi rustici. Attraverso le tradizionali arcate si accede alle corti, abitate un tempo dai contadini che coltivavano i terreni circostanti. 
Ancora oggi il cortile destro ospita un'azienda agricola con stalle per l'allevamento del bestiame.
A sinistra invece si trova “il cortile grande” dalla tipica planimetria ad U chiusa. Sotto gli ampi e bei porticati si affacciano le strutture abitative. Un tempo i locali del piano terreno ospitavano la cucina, la dispensa, il ripostiglio e il soggiorno, mentre le camere da letto erano al piano superiore, tuttora caratterizzato dalle lunghe ringhiere in ferro.
Sul lato prospiciente l'entrata erano situate le stalle ed i fienili; al loro posto ci sono ora delle abitazioni private realizzate con un'opera di restauro che ha mantenuto sostanzialmente inalterata la struttura architettonica. Dietro questi edifici, attraverso un arco, si accede ad un cortiletto dove si trova ora un'abitazione che un tempo era il forno comune.

## Storia
La cascina in Cré, poi Increa, è antichissima. Ne abbiamo notizia dal XII secolo quando faceva parte del Comune di Cernusco Asinario (oggi Cernusco sul Naviglio) e con esso apparteneva alla Pieve di Gorgonzola.
Il suo nome deriva dal termine crea, creta, cioè terra, e fa pensare alla natura del terreno locale, oppure può ricordare un'antica fornace per mattoni della zona.
Nel 1578, quando venne istituita la parrocchia San Bartolomeo in Brugherio, entrò a farne parte.
Dal punto di vista amministrativo solo nel 1866 la zona di Increa venne annessa al comune di Brugherio.
I primi proprietari furono i conti Litta che costruirono la cascina, così come la vediamo ora, nel 1650 circa.
Successivamente, dalla mappa del catasto teresiano del 1721, possiamo notare che Increa, censita con il Comune di Cernusco sul Naviglio, apparteneva per la quasi totalità del territorio (90%) al nobile Valentino de' Conti, mentre la villa era di proprietà del conte Zumenzù.
Alla fine del Settecento subentrarono gli Ottolini, poi i Tizzoni ed infine i Robbiani.
La cronaca della visita pastorale di San Carlo Borromeo del 1578 ci riporta che gli abitanti della cascina erano 27, mentre tutta la parrocchia contava circa 1.000 anime. 
Alla fine del Settecento ci viene descritta in ottimo stato. Gli abitanti erano saliti a 144 e lavoravano 1.300 pertiche di terra. Essi abitavano i rustici intorno alla casa dei proprietari, al cortile nobile, dove si trovava un grande torchio e una tinara.
Il tipo di coltura prevalente era l’aratorio avidato, ossia cereali e viti.
Nel 1987 l’Amministrazione comunale di Brugherio, con l’aiuto di un finanziamento regionale, acquistò l’intero complesso con l’aggiunta di trecentomila metri quadri della Cava Increa per destinarli a parco, oggi Parco Increa.
Gli appartamenti della cascina vennero venduti alle famiglie che già vi risiedevano.
I fienili sono stati ristrutturati e, rispettando la struttura architettonica della cascina che gode della tutela delle Belle Arti, sono stati ricavati undici appartamenti di edilizia popolare. Le stalle invece sono state trasformate in box a servizio delle 40 famiglie residenti.